# Neikolambrus
Neikolambrus is een geslacht van kreeftachtigen uit de klasse van de Malacostraca (hogere kreeftachtigen).

## Soort
- Neikolambrus polemistes S. H. Tan & Ng, 2003